# Cubicula van de Sacramenten
De Cubicula van de Sacramenten (Italiaans: Cubicoli dei Sacramenti) zijn een serie van vijf of zes ondergronds grafkamers in de Catacomben van Rome in Italië. De kamers zijn onderdeel van de Catacombe van Sint-Calixtus en liggen ten zuiden van het oude stadscentrum van Rome nabij de Via Appia.

## Geschiedenis
Aan het begin van de 3e eeuw na Christus werden de cubicula aangelegd als familiegraftombe.

## Kamers
De Cubicula van de Sacramenten zijn een vijf/zestal kleine kamers die op een rij gelegen zijn aan een van de gangen van het gangenstelsel. Aan het einde van deze gang ligt de Trap van de Martelaren.
De grafkamers zijn rijkelijk geïllustreerd met fresco's en representeren symbolisch de christelijke sacramenten doopsel en eucharistie. Een van de personages uit de Bijbel die veelvuldig is afgebeeld in de cubicula is Jona. De afbeeldingen in de verschillende cubicula zijn eenvoudig waardoor ze de boodschap gemakkelijk overdragen op de gelovigen, met als hoofdbetekenis de redding in het hiernamaals van de gelovigen.
Specifieke afbeeldingen betreffen:
- De eerste cubiculum toont het verhaal van Mozes die water slaat uit de rots, de opstanding van Lazarus uit de dood, Jona in de walvis en zijn prediking. Het verhaal van Jona wordt uitgebreid getoond met de scènes dat Jona in zee wordt gegooid door de zeelui, opgeslokt wordt door een walvis, na drie dagen uitgeworpen wordt uit de walvis, uitrust onder de pergola, Jona die ontwaakt met een frons en de slotscène van het begrafenisbanket.
- De tweede cubiculum bevat een afbeelding waarbij Jona onder een pergola rust en een afbeelding van een banketscène.
- De derde cubiculum bevat afbeeldingen van de Goede Herder, het verhaal van Jona, twee aan het werk zijnde fossoren (grafdelvers van de catacomben), voorstelling van de overledene in gebed tussen twee schapen (symbool voor hiernamaals).
- De vierde cubiculum bevat afbeeldingen van de Goede Herder, Mozes die water slaat uit de rots, een visser met een net gevangen vis, Johannes de Doper die Jezus doopt met een verschijning van de Heilige Geest in de vorm van een duif, (op de achterwand:) een tafeltje met drie poten waarop een vis en een brood die door iemand aangeraakt worden (mogelijk vermenigvuldiging van broden), (op de rechterwand:) een biddend persoon, een banketscène, het offer van Isaak door Abraham en hoog op de muren is het verhaal van Jona afgebeeld.
- De vijfde cubiculum bevat afbeeldingen van de Goede Herder, twee keer een scène van het verhaal van Jona (uitspuwing door zeemonster en rustend onder pergola), een driepotige tafel met zeven manden met brood (wonderbare broodvermenigvuldiging), iemand die gedoopt wordt, de genezing door Jezus van een lamme (die dan wegloopt met het bedje), (rechtermuur:) de wederopstanding van Lazarus, een visser met teruggetrokken vislijn, Mozes die water slaat uit de rots, en een banket aan een tafel met borden vis.
- De zesde cubiculum (aan de voet van de trap) bevatte vroeger afbeeldingen, maar die zijn verdwenen.

Verder zijn er verschillende marmeren sarcofagen te zien. De voornaamste sarcofaag was bestemd voor een kind en heeft men versierd met bijbelse taferelen met ook hier weer het thema van verlossing in het hiernamaals. Dit betreft op de deksel een weergave van Noach in de ark die zijn handen uitstrekt voor de duif die op hem af komt vliegen. Op de voorzijde van de sarcofaag wordt van links naar rechts uitgebeeld het verhaal van Daniël in de leeuwenkuil met de profeet Habakuk die een brood aanbiedt, een biddend iemand die overleden is en tussen twee heiligen staat die hem beschermen, en het wonder van Kana waarbij Jezus water in wijn verandert. Aan de rechterkant beeldt de sarcofaag de opstanding van Lazarus uit de dood af, waarbij Lazarus nog als een soort mummie wordt afgebeeld en de zus van Lazarus, Maria, aan de voeten van Jezus ligt.